# Gare d'Essen (Belgique)
Pour les articles homonymes, voir Gare d'Essen.
La gare d'Essen (en néerlandais station Essen), est une gare ferroviaire frontalière belge de la ligne 12 d'Anvers-Central à la frontière néerlandaise (Roosendael), située à proximité de la frontière entre la Belgique et les Pays-Bas, à l'ouest de la ville centre de la commune d'Essen, dans la province d'Anvers.
Elle est ouverte en 1854 par la Société anonyme des chemins de fer d'Anvers à Rotterdam.
C'est une gare voyageurs de la Société nationale des chemins de fer belges (SNCB) desservie par des trains InterCity (IC), Suburbains (S) et d'Heure de pointe (P).

## Situation ferroviaire
Établie à environ 15 mètres d'altitude, la gare frontalière d'Essen est située au point kilométrique (PK) 32,2 de la ligne 12 d'Anvers-Central à la frontière néerlandaise (Roosendael), entre la gare de Wildert et la frontière entre la Belgique et les Pays-Bas qui se situe au PK 33,2. La ligne est raccordée au réseau ferroviaire des Pays-Bas, la première gare est Rosendael.

## Histoire

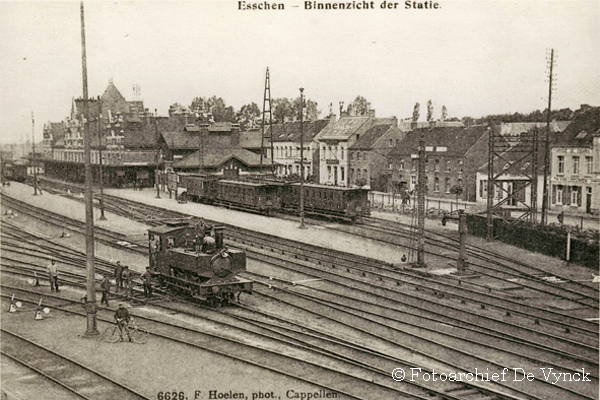
La gare après 1901.

La station d'Essen, écrit « Esschen », est mise en service le 26 juin 1854 par la Société anonyme des chemins de fer d'Anvers à Rotterdam, lorsqu’elle ouvre à l’exploitation sa ligne d’Anvers à Roosendael (frontière), première section de sa ligne internationale qui se prolonge sur le territoire des Pays-Bas jusqu'à Moerdijk. Le bâtiment de la station est terminé avant l’ouverture de la ligne. La compagnie devient une composante du Grand Central Belge en 1863 mais la concession d'Anvers à Rotterdam est nationalisée en 1880, l’État belge reprenant l’exploitation de la section d’Anvers à la frontière des Pays-Bas.
La croissance des échanges rend le bâtiment d’origine insuffisant. Il est remplacé par un bâtiment provisoire en 1891. Le nouveau bâtiment construit à un prix d'au-moins 250 000 francs est inauguré en 1901 et contient des espaces pour le contrôle des passeports des voyageurs. Pour le dédouanement des cargaisons, qui passaient d'un wagon à l'autre après inspection, une vaste halle aux marchandises est construite à la même époque (il pourrait s'agir du bâtiment temporaire de 1891) et des étables ont été bâties en 1896 pour la mise en quarantaine des chevaux. La ligne est électrifiée en 1954 et les activités marchandises d'Essen sont reportées en gare d’Anvers Dokken en Stapelplaatsen (nl) en 1975.
Le bâtiment des marchandises, racheté par la commune, a été restauré à la fin des années 2010 et accueille depuis 2020 le parc d’attraction interactif Robotland.

## Service des voyageurs

### Accueil
Gare SNCB, elle dispose d'un bâtiment voyageurs, avec guichet, ouvert tous les jours. Elle est notamment équipée d'un automate pour l'achat de titres de transport. Un service, des aménagements et équipements sont à la disposition des personnes à mobilité réduite.

### Desserte
Essen est desservie par des trains InterCity (IC) et Suburbains (S) de la SNCB circulant sur la ligne commerciale 12 (Anvers - Essen - frontière) (voir brochure SNCB).
En semaine, la gare possède trois dessertes régulières, cadencées à l’heure :
- des trains IC-05 reliant Essen à Charleroi-Central via Anvers-Central et Bruxelles ;
- des trains S32 entre Essen et Puurs (via Anvers-Central) ;
- des trains S32 entre Rosendael (gare des Pays-Bas située à la frontière) et Puurs.

Le premier train de la journée est un train P Essen - Anvers-Central.
Les week-ends et jours fériés, seuls circulent les trains S34 entre Rosendael et Puurs (un par heure) ainsi qu'un train P d'Essen à Heverlee (Louvain) le dimanche soir en période scolaire.

### Intermodalité
Un parc pour les vélos (gratuit) et un parking pour les véhicules y sont aménagés.

## Comptage voyageurs
Ce graphique et tableau montre le nombre de voyageurs embarquant en moyenne durant la semaine, le samedi et le dimanche.
| Nombre de passagers qui embarquent à la gare d`Essen | Nombre de passagers qui embarquent à la gare d`Essen | Nombre de passagers qui embarquent à la gare d`Essen | Nombre de passagers qui embarquent à la gare d`Essen |
|                                                      | Semaine                                              | Samedi                                               | Dimanche                                             |
| ---------------------------------------------------- | ---------------------------------------------------- | ---------------------------------------------------- | ---------------------------------------------------- |
| 1977                                                 | 1 378                                                | 397                                                  | 418                                                  |
| 1978                                                 | 1 380                                                | 399                                                  | 333                                                  |
| 1979                                                 | 1 231                                                | 337                                                  | 316                                                  |
| 1980                                                 | 1 214                                                | 426                                                  | 322                                                  |
| 1981                                                 | 1 218                                                | 389                                                  | 297                                                  |
| 1982                                                 | 1 367                                                | 416                                                  | 361                                                  |
| 1983                                                 | 1 400                                                | 347                                                  | 308                                                  |
| 1984                                                 | 1 082                                                | 195                                                  | 182                                                  |
| 1985                                                 | 1 289                                                | 307                                                  | 309                                                  |
| 1986                                                 | 1 085                                                | 358                                                  | 278                                                  |
| 1987                                                 | 1 160                                                | 369                                                  | 308                                                  |
| 1988                                                 | 1 258                                                | 420                                                  | 330                                                  |
| 1989                                                 | 1 033                                                | 399                                                  | 309                                                  |
| 1990                                                 | 995                                                  | 364                                                  | 410                                                  |
| 1991                                                 | 1 089                                                | 338                                                  | 364                                                  |
| 1992                                                 | 1 267                                                | 380                                                  | 382                                                  |
| 1993                                                 | 967                                                  | 425                                                  | 344                                                  |
| 1994                                                 | 1 028                                                | 520                                                  | 422                                                  |
| 1995                                                 | 975                                                  | 299                                                  | 309                                                  |
| 1996                                                 | 983                                                  | 327                                                  | 219                                                  |
| 1997                                                 | 1 158                                                | 286                                                  | 316                                                  |
| 1998                                                 | 1 398                                                | 298                                                  | 244                                                  |
| 1999                                                 | 904                                                  | 283                                                  | 201                                                  |
| 2000                                                 | 995                                                  | 284                                                  | 216                                                  |
| 2001                                                 | 948                                                  | 252                                                  | 233                                                  |
| 2002                                                 | 936                                                  | 270                                                  | 254                                                  |
| 2003                                                 | 968                                                  | 290                                                  | 328                                                  |
| 2004                                                 | 1 025                                                | 402                                                  | 320                                                  |
| 2005                                                 | 1 051                                                | 460                                                  | 384                                                  |
| 2006                                                 | 1 178                                                | 477                                                  | 496                                                  |
| 2007                                                 | 1 026                                                | 411                                                  | 404                                                  |
| 2008                                                 | -                                                    | -                                                    | -                                                    |
| 2009                                                 | 1 278                                                | 487                                                  | 388                                                  |
| 2010                                                 | -                                                    | -                                                    | -                                                    |
| 2011                                                 | -                                                    | -                                                    | -                                                    |
| 2012                                                 | 1 386                                                | 494                                                  | 372                                                  |
| 2013                                                 | 1 083                                                | 483                                                  | 326                                                  |
| 2014                                                 | 1 199                                                | 543                                                  | 422                                                  |
| 2015                                                 | 915                                                  | 395                                                  | 355                                                  |
| 2016                                                 | 960                                                  | 226                                                  | 249                                                  |
| 2017                                                 | 1 204                                                | 449                                                  | 436                                                  |
| 2018                                                 | 1 577                                                | 1 192                                                | 988                                                  |
| 2019                                                 | 1 668                                                | 491                                                  | 442                                                  |
| 2020                                                 | 871                                                  | 346                                                  | 381                                                  |
| 2021                                                 | -                                                    | -                                                    | -                                                    |
| 2022                                                 | 1 135                                                | 351                                                  | 378                                                  |
| 2023                                                 | 1 161                                                | 405                                                  | 355                                                  |
| 2024                                                 | 1 330                                                | 421                                                  | 453                                                  |

## Patrimoine ferroviaire
Le bâtiment des recettes construit en 1901 en remplacement du bâtiment d'origine est protégé comme monument depuis 2003 ; ce statut s'applique aussi au bâtiment des marchandises.

La halle aux marchandises, de style éclectique avec des façades d'aspect fonctionnel au niveau des quais de déchargement, a été restaurée à la fin des années 2010 et accueille le parc d'attractions Robotland. Les façades ont été restaurées, tout comme la toiture à charpente métallique et verrière, laquelle a été dotée de panneaux solaires transparents.

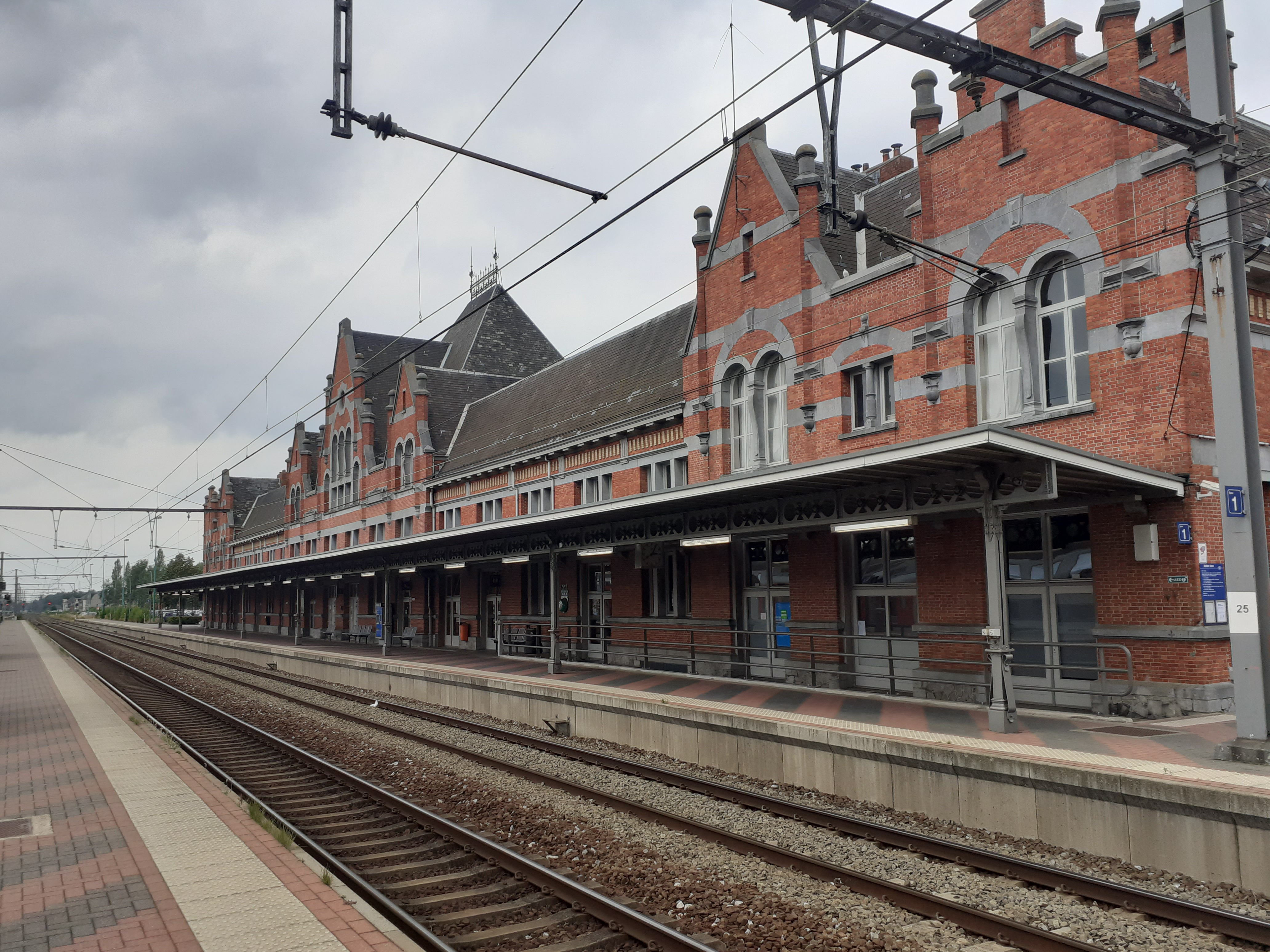
Bâtiment et quai.
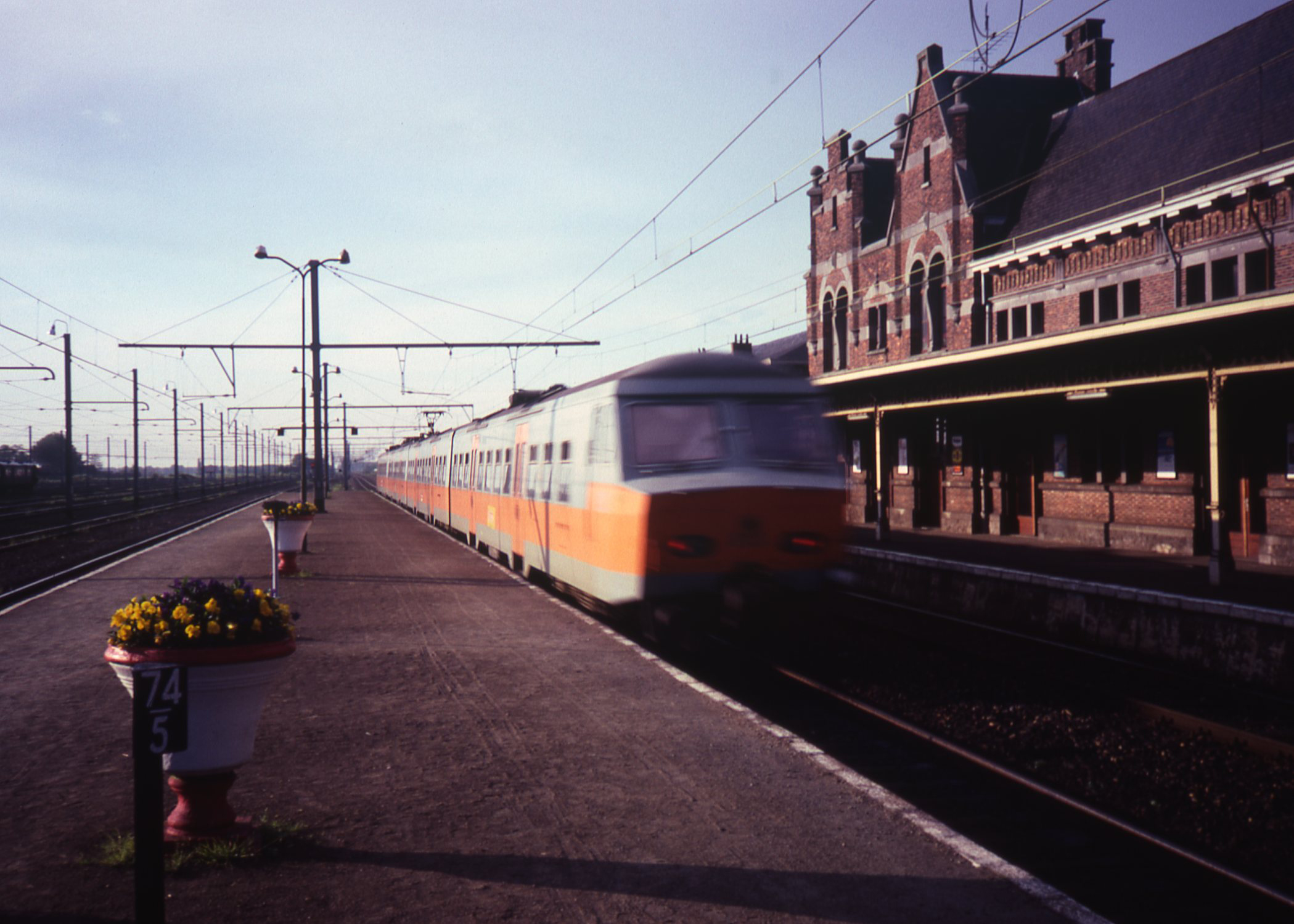
Train à quai (1981)…
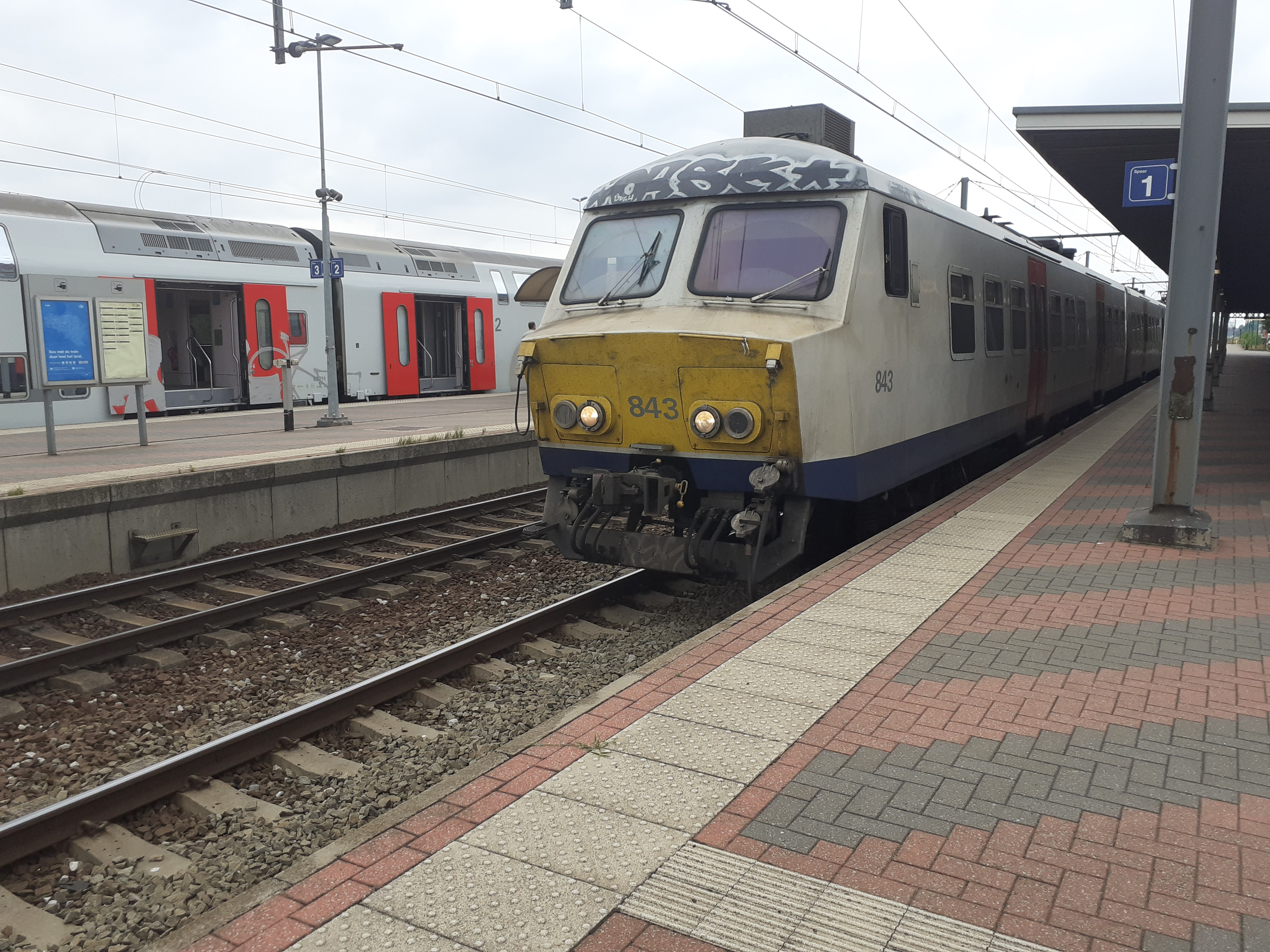
et 2019.
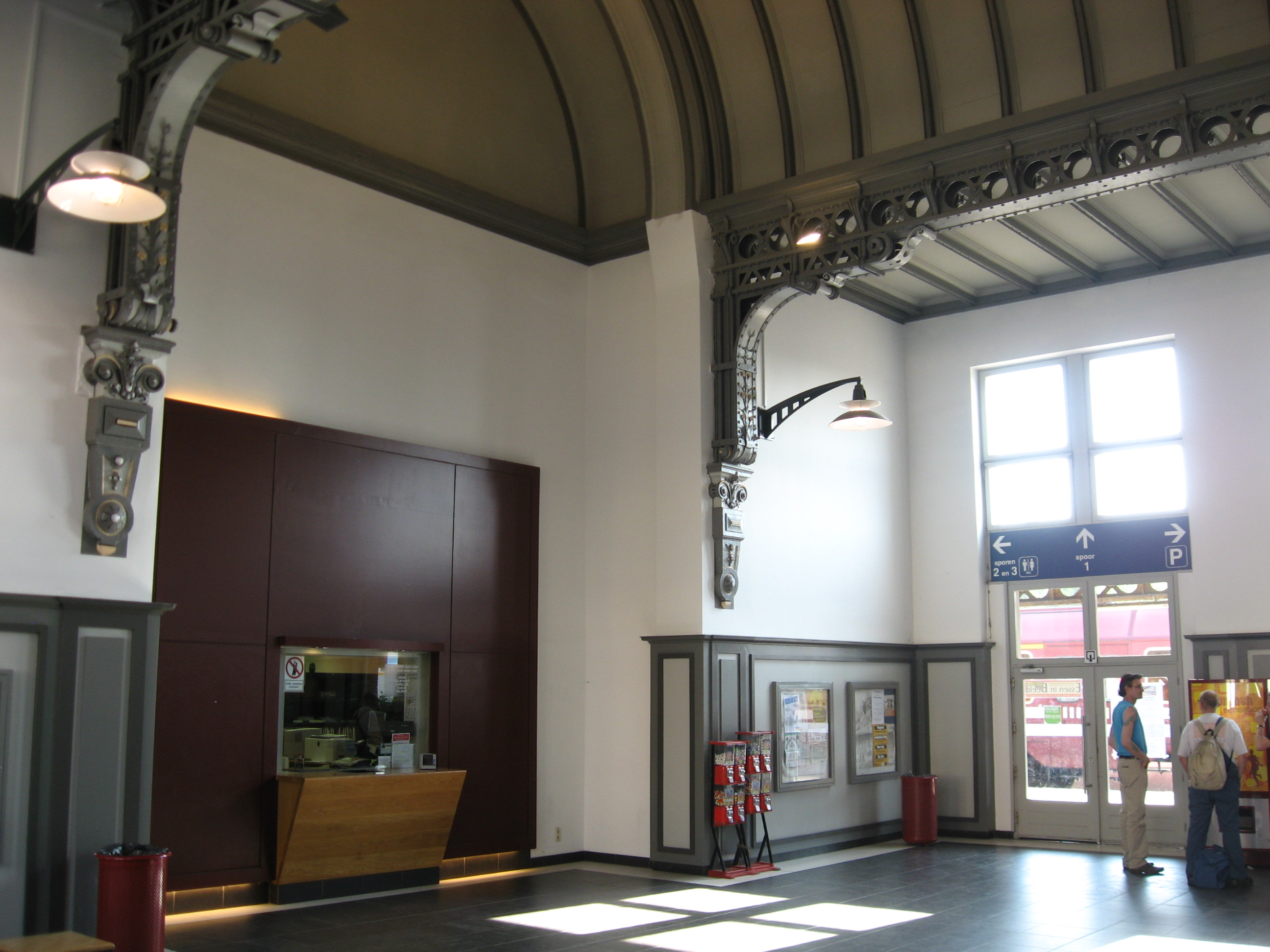
Guichet.
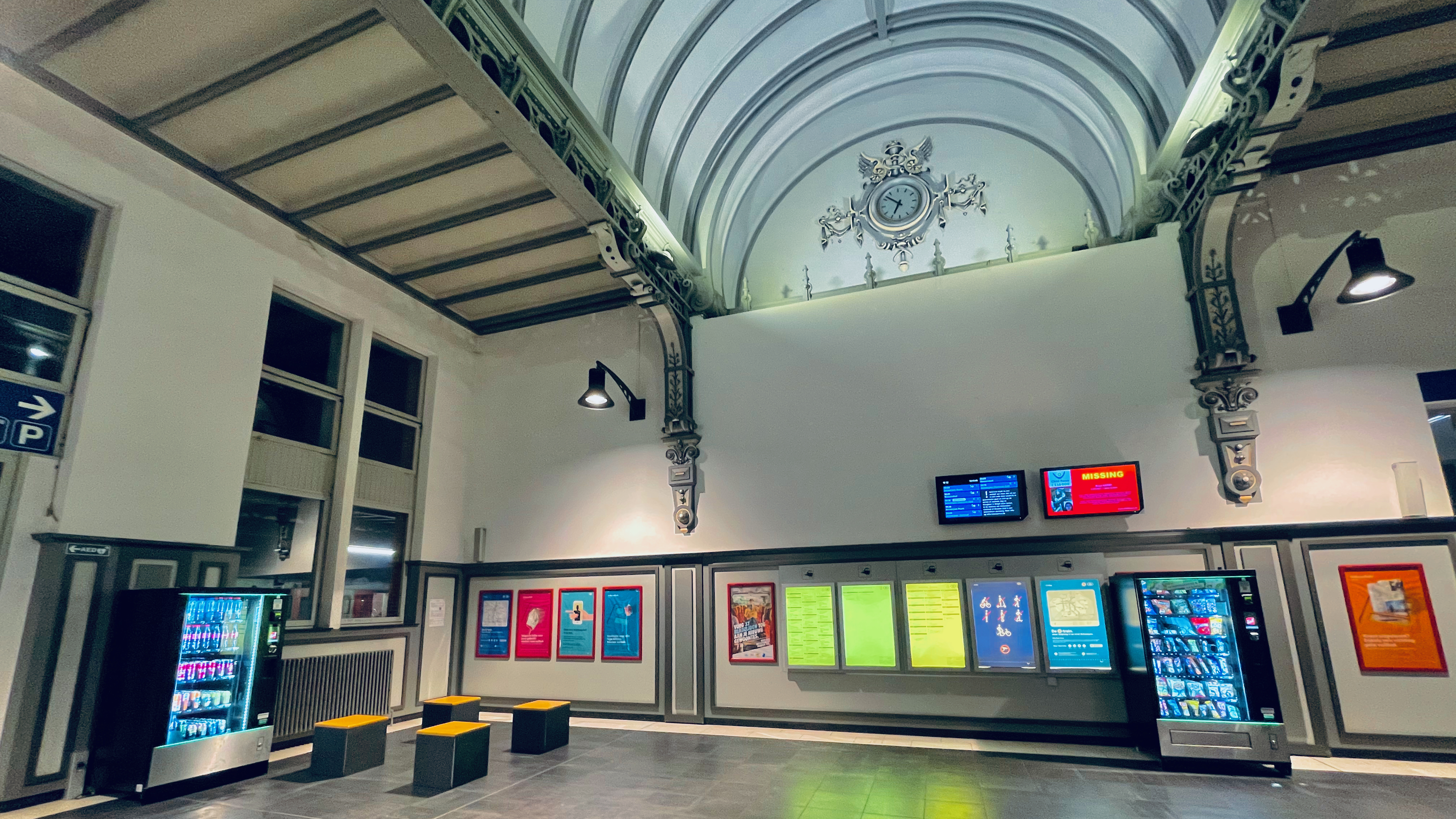
Salle d'attente.
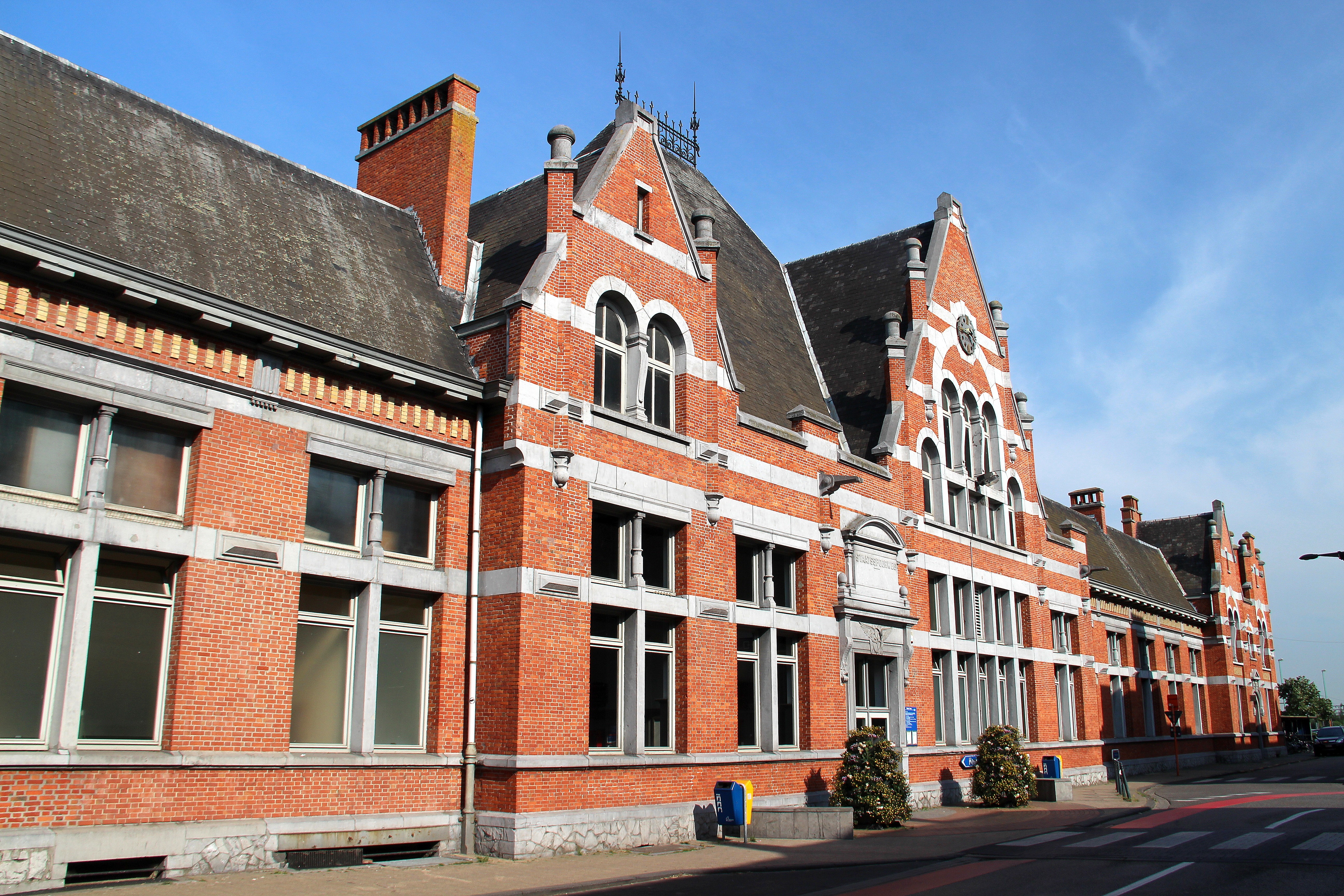
Côté rue.
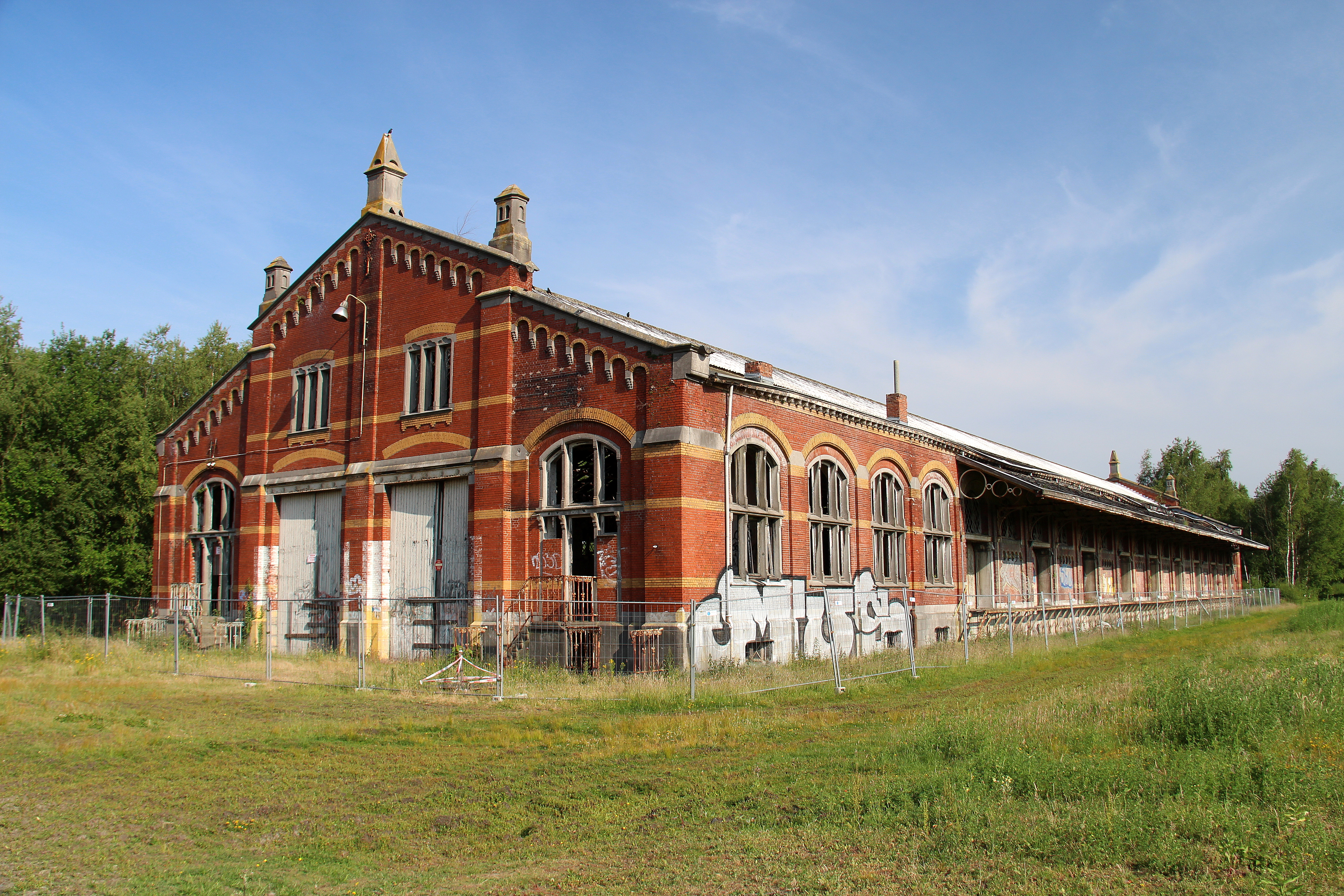
Ancienne halle aux marchandises.